# 공주금성여자고등학교
공주금성여자고등학교(公州錦城女子高等學校)는 대한민국 충청남도 공주시 웅진동에 있는 사립 고등학교이다.

## 학교 연혁
- 1967년 10월 21일 : 학교법인 금성학원 인가
- 1967년 10월 25일 : 김석봉 이사장 취임
- 1979년 10월 21일 : 공주금성여자고등학교 설립 인가 (인문계 12학급)
- 1980년 3월 1일 : 초대 최창희 교장 취임
- 1980년 3월 5일 : 개교식 및 입학식 거행
- 1983년 10월 30일 : 가정 관리실 준공
- 1986년 10월 10일 : 1학급 증설 인가(24학급)
- 2001년 6월 13일 : 김희자 이사장 취임
- 2010년 5월 4일 : 개교 30주년 기념행사
- 2019년 6월 20일 : 다목적 강당(금은관) 개관식
- 2020년 2월 4일 : 제38회 졸업식
- 2023년 9월 1일 : 제14대 권재중 교장 취임

## 참고 자료
- 공주금성여자고등학교 - 한국교육학술정보원 학교알리미